# Fokker D.I
Il Fokker D.I era un caccia monomotore biplano sviluppato dalla allora azienda tedesco imperiale Fokker-Fluzeugwerke negli anni dieci del XX secolo.
Venne utilizzato durante la prima guerra mondiale sia dalla tedesca Luftstreitkräfte che dalla austro-ungarica k.u.k. Luftfahrtruppen, quest'ultima identificandolo con la sigla B.III.

## Storia del progetto
Il D.I venne ideato per rispondere all'esigenza da parte della Luftstreitkräfte, la componente aerea del Deutsches Heer (l'esercito imperiale tedesco), di dotarsi di un nuovo velivolo da combattimento per sostituire l'oramai superato monoplano Fokker E.III.
Progettato da Martin Kreutzer come sviluppo del prototipo M.18, risultava avere un aspetto molto simile al contemporaneo Fokker D.II tanto da risultarne indistinguibile.

## Tecnica
Il Fokker D.I aveva un aspetto classico; biplano, monomotore e monoposto.
La fusoliera, di sezione rettangolare, era dotata di un singolo abitacolo aperto e terminava in un impennaggio classico monoderiva di forma circolare e dotato di  piani orizzontali completamente mobili che integravano le funzioni degli equilibratori.
La configurazione alare era biplana con ala superiore ed inferiore di ugual misura, quest'ultima leggermente spostata verso coda, collegate tra loro da due coppie di montanti per lato ed integrate da tiranti in cavetto d'acciaio.
Il carrello d'atterraggio era fisso, molto semplice, montato su una struttura tubolare al di sotto della fusoliera, dotato di ruote di grande diametro collegate da un asse rigido ed integrato posteriormente con un pattino d'appoggio.
La propulsione era affidata ad un motore montato sul muso, un Mercedes D.II sei cilindri in linea raffreddato a liquido capace di erogare 120 PS (88 kW) ed abbinato ad un'elica bipala in legno a passo fisso.
L'armamento consisteva in una mitragliatrice LMG 08/15 calibro 7,92 mm  posta davanti all'abitacolo che, sincronizzata, consentiva di sparare senza conseguenze attraverso il disco dell'elica.

## Utilizzatori
Austria-Ungheria
- k.u.k. Luftfahrtruppen

 Germania
- Luftstreitkräfte